# Anacroneuria vespertilio
Anacroneuria vespertilio és una espècie d'insecte plecòpter pertanyent a la família dels pèrlids.

## Descripció
- L'adult presenten el cap completament de color marró rogenc (de vegades, lleugerament més fosc al voltant dels ocels).[5]

## Hàbitat
En el seu estadi immadur és aquàtic i viu a l'aigua dolça, mentre que com a adult és terrestre i volador.

## Distribució geogràfica
Es troba a Sud-amèrica: Colòmbia.